# Jászkisér felső megállóhely
Jászkisér felső megállóhely egy Jász-Nagykun-Szolnok vármegyei vasúti megállóhely Jászkisér településen, a MÁV üzemeltetésében. A belterülettől délre helyezkedik el, a 3227-es út mellett.

## Vasútvonalak
A megállóhelyet az alábbi vasútvonalak érintik:
- Vámosgyörk–Újszász-vasútvonal

## Kapcsolódó állomások
A megállóhelyhez az alábbi állomások vannak a legközelebb:
- Jászkisér vasútállomás (Vámosgyörk–Újszász-vasútvonal)
- Szellőhát megállóhely (Vámosgyörk–Újszász-vasútvonal)

## Forgalom
| Járat        | Útvonal | Gyakoriság   |
| ------------ | --- | ------------ |
| személyvonat | Vámosgyörk – Jászárokszállás – Jászdózsa – Jászapáti – Jászkisér – Jászkisér felső – Szellőhát – Jászladány – Szászberek – Újszász – Zagyvarékas – Abonyi út – Szolnok | 2-3 óránként |